# .38 Long Colt

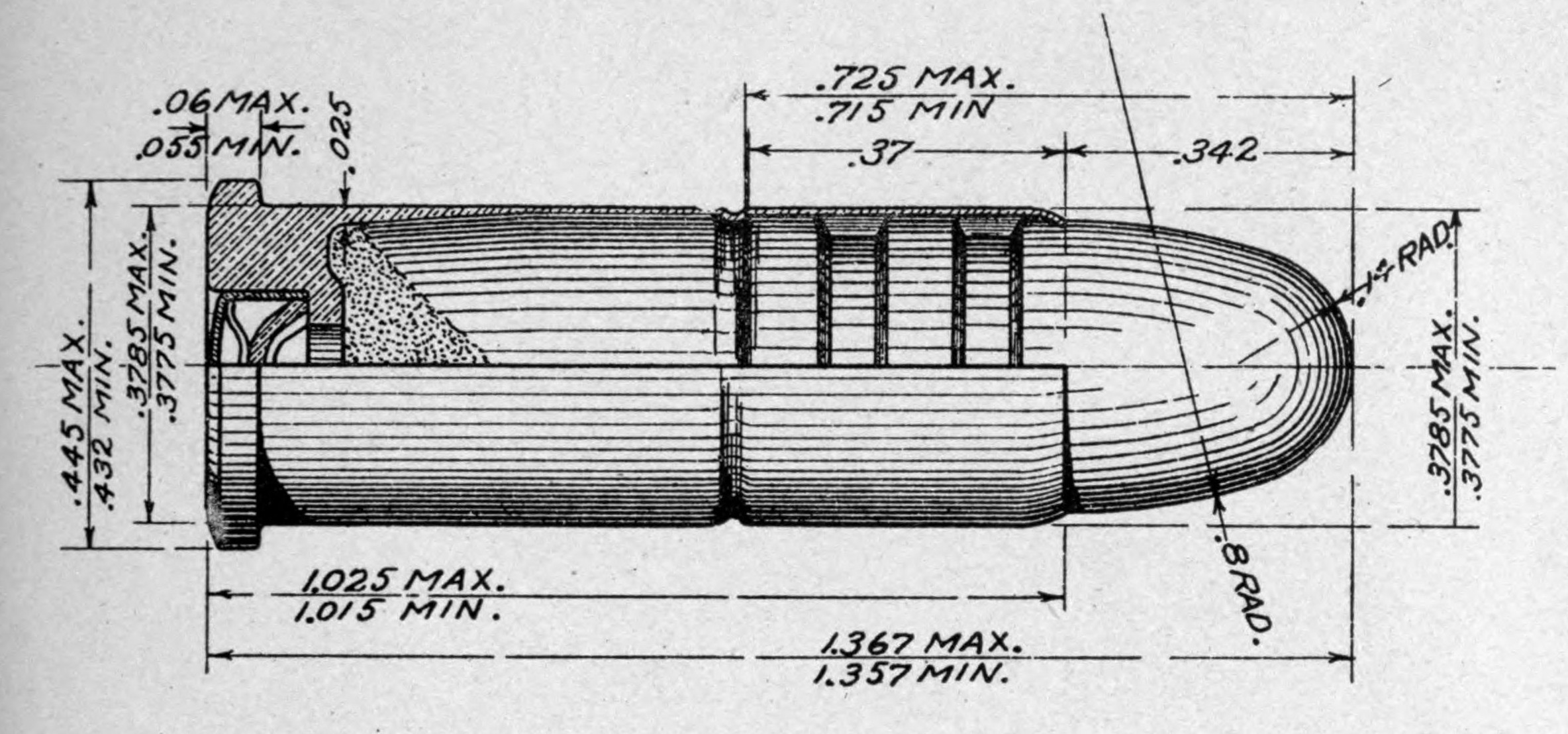
Diagrama de um .38 Long Colt, com dimensões em polegadas.

O .38 Long Colt ou .38 LC ou ainda [9.1 x 26mm], é um cartucho de pólvora negra criado pela Colt's Manufacturing Company em 1875. A partir de 1877 ele foi adotado como calibre de entrada para a série de revolveres Colt Double Action, logo apelidados de Colt 1877 "Lightning" (relâmpago). Ele foi adotado como cartucho militar padrão pelo Exército dos Estados Unidos em 1892 para o revólver New Army M1892. Ele é um pouco mais potente que o .38 Short Colt (.38 SC). O .38 SC e o .38 LC diferem em comprimento do cartucho, diâmetro do projétil, peso e desenho, portanto, não são intercambiáveis.

## Desempenho balístico
| Projétil Peso / Tipo | Velocidade         | Energia            |
| -------------------- | ------------------ | ------------------ |
| 125 gr (8 g) / LRN   | 772 ft/s (235 m/s) | 165 ft-lbf (224 J) |
| 150 gr (10 g) / LRN  | 777 ft/s (237 m/s) | 201 ft-lbf (273 J) |

## Histórico e uso

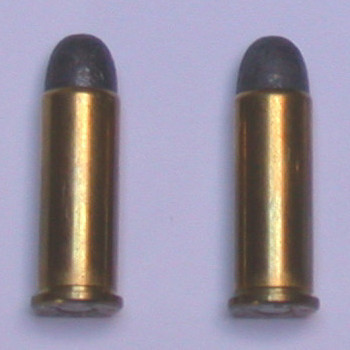
Cartuchos .38 Long Colt, com projéteis de chumbo e ponta redonda.

O relativamente pobre desempenho balístico desse calibre, ficou evidente durante a Guerra Filipino-Americana (1899-1902), quando relatórios de oficiais do Exército Americano relataram que o projétil .38 não conseguia parar os ataques frenéticos dos Moro juramentados na Rebelião Moro, mesmo em distâncias extremamente curtas.
Um caso típico, ocorreu em 1905 e foi contado mais tarde pelo Coronel Louis A. LaGarde:
Antonio Caspi, um prisioneiro na ilha de Samar, tentou escapar em 26 de outubro de 1905. Ele foi baleado quatro vezes a curta distância por um revolver .38 Colt carregado com a munição padrão do Exército. Ele só foi contido por uma pancada na cabeça com a coronha de uma carabina Springfield Model 1892–99.
O Coronel LaGarde ressaltou que os ferimentos de Caspi estavam bem distribuídos: três balas no peito, perfurando os pulmões, uma transpassou o corpo, outra se alojou perto das costas e outra se alojou sob a pele. O quinto tiro entrou pela mão direita e saiu pelo antebraço.

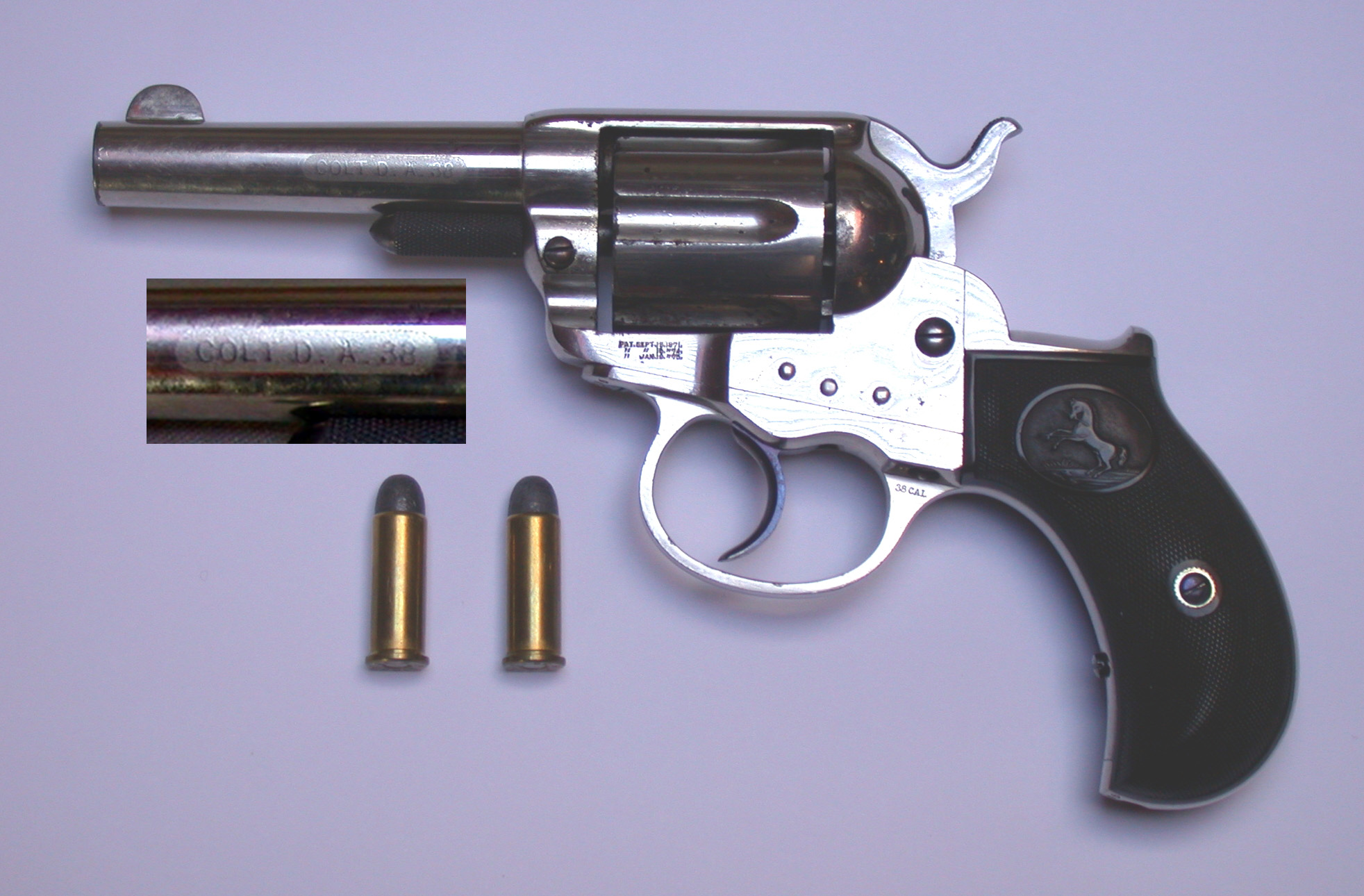
Um Colt 1877 Lightning e seus cartuchos .38 Long Colt.

Como uma resposta emergencial à triste performance, o Exército autorizou os oficiais a usar o revolver Colt Single Action Army, municiado com o .45 Colt, retirados do estoque da reserva. A ordenança do Exército, também adquiriu um certo número do modelo Colt M1878, um outro revolver .45 só que com ejetor de cartuchos e de ação dupla, para oficiais enviados em missões "além-mar".
O .38 Long Colt permaneceu como o cartucho oficial do Exército até 1909, quando o .45 M1909, foi enviado juntamente com o revolver Colt New Service, como a nova arma pessoal padrão do Exército. No entanto, alguns dos antigos revolveres e munições .38 Long Colt permaneceram no estoque da reserva, e acabaram sendo usados na Primeira Guerra Mundial, longe da linha de frente.
No uso civil, o .38 LC foi empregado em alguns modelos de revolveres da Colt e despertaram interesse na prática de Tiro desportivo. Várias forças policiais dos Estados Unidos, também adotaram o cartucho. No entanto, ele foi praticamente extinto depois do surgimento do .38 Smith & Wesson Special, bem mais potente e que se tornou muito popular tanto para uso civil quanto nas forças policiais. Em 1908, até a Colt estava usando o cartucho da S&W em seus revolveres, coma marca ".38 Colt Special".